# Langkloof
Le Langkloof est une vallée d'Afrique du Sud qui s'étend sur 160 km entre Herold, un petit village au nord-est de George, et The Heights - juste au-delà de Twee Riviere.

## Histoire
Le kloof a reçu son nom d’Isaq Schrijver en 1689 et a été exploré plus en profondeur par une expédition ultérieure sous l'enseigne de August Frederik Beutler en 1752. 
La vallée est cultivée depuis 1760 et s'est développée en une importante région fruitière au cours des années 1900 ,  particulièrement prisée pour ses pommes et ses poires.
Joubertina est la plus grande mais aussi la plus jeune ville du Langkloof : elle a été fondée en 1907 en tant que communauté réformée hollandaise, nommée en l'honneur du révérend WA Joubert d'Uniondale. Le révérend a interdit la vente d'alcool dans la ville, une interdiction qui n'a jamais été levée mais qui n'est néanmoins plus appliquée.
Le Langkloof abrite également les premières peintures Bushman et la momie Kouga - la seule momie jamais trouvée en Afrique australe dans une grotte de la zone sauvage de Baviaanskloof. La momie remarquablement bien conservée est relativement jeune - on estime qu'elle a été enterrée il y a environ 1930 ans. Ces restes humains enterrés, ont été retrouvés enveloppés dans des tissus imprégnés du bulbe  de Boophone disticha ; ils semblaient appartenir au peuple Khoi et ont ensuite été transférés au Muséum Albany de Grahamstown.

## Géographie

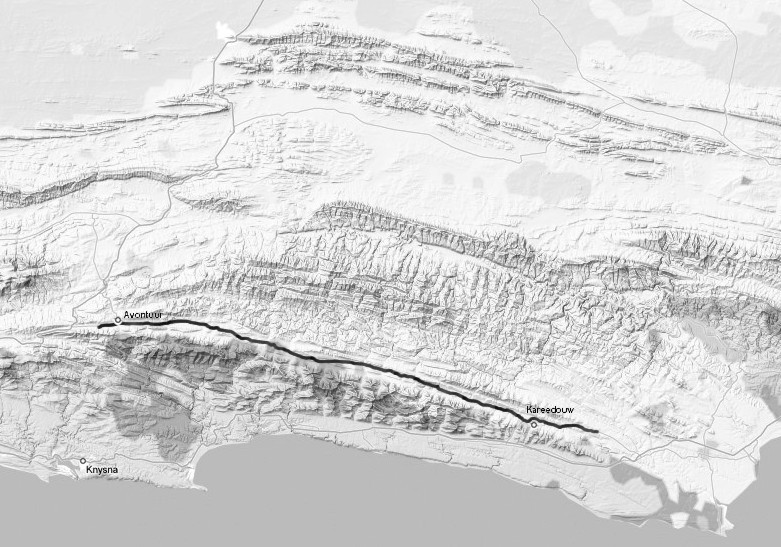
Plan du Langkloof.

Sur son côté nord, le Langkloof est délimité par les montagnes Kammanassie et Kouga, et au sud par les montagnes Langkloof, Tsitsikamma et Kareedouw. Une basse chaîne de collines parallèle au Langkloof et située à l'intérieur, divise le kloof en sections nord et sud. La partie sud s'appelle Klein Langkloof et est une importante zone de culture de pommes. La vallée est traversée par de nombreux ruisseaux qui naissent dans les montagnes Tsitsikamma avant de s'écouler à l'intérieur des terres pour rejoindre les rivières Kammanassie et Kouga. La route qui descend le Kloof traverse les hameaux et les villes de Herold, Avontuur, Haarlem, Misgund, Louterwater, Krakeel, Joubertina et Twee Riviere.

## Transport
La route R62 longe la vallée, reliant la route N2 près de Humansdorp à la route N9 près d'Uniondale. Le chemin de fer à voie étroite d'Avontuur suit le même itinéraire de Port Elizabeth à Avontuur.